# Máximo térmico do Paleoceno-Eoceno

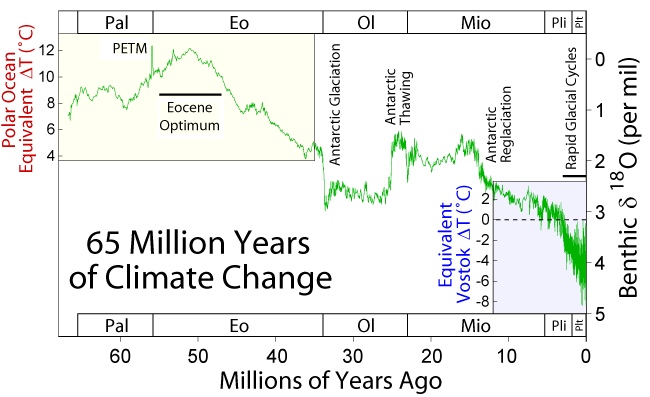
O gráfico mostra a evolução do clima durante os últimos sessenta e cinco milhões de anos. O máximo termal do Paleoceno-Eoceno está marcado com as siglas "PETM" e provavelmente se encontre subestimado num fator de 2 ou mais por causa de uma estimativa vaga na toma de dados.

O Máximo Térmico do Paleoceno-Eoceno (MTPE, PETM em inglês), chamado também de Máximo Térmico do Eoceno Inicial, ou Máximo Térmico do Paleoceno Superior, foi uma brusca mudança do clima que marcou o fim do Paleoceno e o começo do Eoceno, há 55,8 milhões de anos. Trata-se de um dos períodos de mudança do clima mais significativos da era Cenozoica, alterando repentinamente a circulação oceânica e a atmosférica, provocando a extinção de múltiplos foraminíferos bentônicos, e causando grandes mudanças sobre os mamíferos terrestres, marcando assim a aparição das linhagens dos mamíferos atuais.
Em apenas 20 mil anos, a temperatura média terrestre aumentou em 6 ºC, com um correspondente aumento do nível do mar, bem como um aquecimento dos oceanos. Apesar de o aquecimento poder ter sido desencadeado por múltiplas causas, acredita-se que as causas principais foram a forte atividade vulcânica e a emissão de gás metano que se encontrava armazenado nos clatratos dos sedimentos oceânicos, e que puderam intensificar o aquecimento. Além disso, as concentrações de dióxido de carbono (CO2) na atmosfera aumentaram significativamente, perturbando o seu ciclo e causando a elevação da lisoclina e escassez de oxigênio nas profundezas oceânicas, o que provocou a maioria das extinções marinhas.

## Palco
Num primeiro momento, o MTPE localizou-se no Paleoceno superior, denominando-se Máximo Térmico do Paleoceno Superior (LPTM em inglês). O GSSP (  Global Stratotype Section and Point  , que estuda os limites estratigráficos entre as eras geológicas) do limite entre o Paleoceno e o Eoceno foi definido oficialmente como a camada argilosa que coincide com o pico de flutuação negativa do isótopo do carbono, na seção de Gabal Dababiya, Egito. Porém, em outras publicações, é usado o nome de Máximo Térmico do Eoceno Inicial, já que as temperaturas máximas absolutas são atingidas ao começo deste período.
Tendo em conta as incertezas na datação radiométrica, o máximo térmico do Paleoceno-Eoceno teve lugar entre 55,8 e 55,0 milhões de anos. Durou cerca de 20 mil anos, e foi precedido de um período mais amplo de 6 milhões de anos de aquecimento global gradual, principiado em meados do Paleoceno, chegando à sua máxima expressão no denominado "Ótimo Climático do Eoceno". Contudo, durante este período existiram também vários eventos de arrefecimento, como o evento Elmo. Durante o MTPE foram liberadas nos oceanos e na atmosfera entre 1500 e 2000 gigatoneladas de carbono num lapso de tempo de mil anos. Aquela taxa de emissão de carbono para a atmosfera é equiparável à emitida atualmente pela atividade humana.
Durante o Eoceno, a disposição do planeta era significativamente diferente. O Istmo do Panamá não exercia ainda de ligação entre América do Norte e América do Sul, permitindo o trânsito de águas entre o Oceano Atlântico e o Pacífico. Por outro lado, a Passagem de Drake ficou obstruída, impedindo o isolamento térmico da Antártida. Este fato, junto com os altos níveis de CO2, indicam que não havia camadas de gelo importantes, encontrando-se o planeta carente de gelo quase na íntegra.

## Provas
A prova mais sólida para ratificar a mudança do clima é proporcionada pela variação no registro do carbono-13 (δ13C), o isótopo mais comum do carbono, com uma diminuição, súbita e pronunciada, dentre -2 e -3‰. Esta injeção massiva de carbono empobrecido em 13C implicou a libertação de grandes quantidades de 12C, como mínimo 6800 Pg C, na atmosfera e nos oceanos.
A cronologia da diminuição relativa do 13C no MTPE foi calculada de duas maneiras diferentes, complementares entre si. A mais importante delas é a ODP Core 690 (realizada no Mar de Weddell), pois o período foi quase exclusivamente baseado neste registro, embora inicialmente fosse calculado mediante uma aproximação considerando uma taxa constante de sedimentação. Mais tarde surgiu outro modelo diferente, assumindo que o fluxo do Hélio-3 (³He) é constante, pois este isótopo do Hélio é produzido pelo Sol constantemente, e não há razões para crer que se produziram grandes câmbios nas flutuações do vento solar durante aquele breve período de tempo. Ambos os modelos têm as suas carências, mas coincidem em algumas questões; assim, ambos concordam em que a libertação do carbono ocorreu em duas etapas, cada uma com uma duração aproximada de mil anos, separadas por um período de cerca de 20 mil anos. Os modelos divergem, sobretudo, nas estimativas do tempo de recuperação, que oscilam entre os 150 mil para o primeiro, e 30 mil anos para o segundo modelo. Outras teorias indicam que o aquecimento teve lugar 3 mil anos antes da flutuação negativa do isótopo do carbono, embora as causas iniciais continuam sendo incertas. Realizaram-se estudos nos Pirenéus espanhóis que confirmam o aumento de CO2.

## Efeitos

### Clima

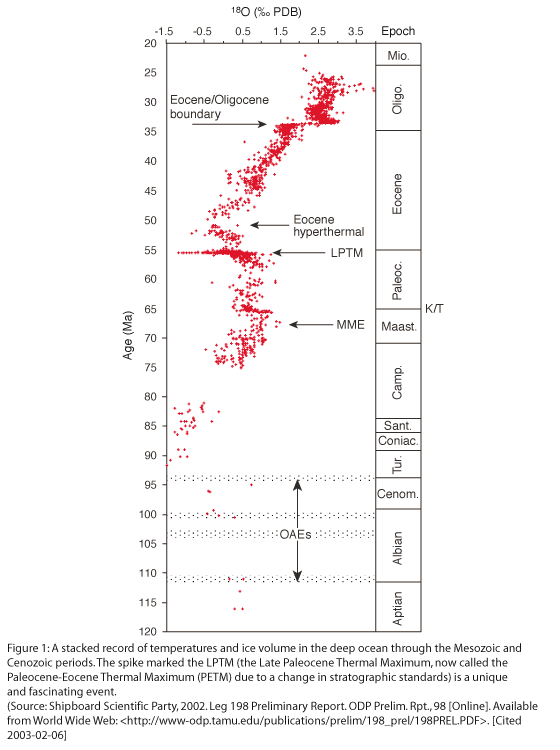
Gráfico que amostra o registro de temperaturas do fundo oceânico. O máximo térmico do Paleoceno-Eoceno está representado mediante as siglas "LPTM".

A temperatura média do planeta aumentou em 6 ºC num período de 20 000 anos. Este cálculo é baseado nos valores de Mg/Ca e na concentração do isótopo 18O, que é o recurso mais utilizado para calcular temperaturas no Eoceno, já que devido ao escasso gelo os cálculos ganham em segurança, pois a concentração de 18O oceânico é constante. Outras análises, centradas na composição da flora, bem como da forma e tamanho das suas folhas, produziram um resultado similar: 5 ºC, além de revelar que no começo do MTPE, as precipitações foram escassas, mas com o tempo aumentaram progressivamente. Devido à ascensão das temperaturas, os gelos começaram a se derreter, provocando a redução do albedo, o que provocou pela sua vez uma ascensão das temperaturas num processo de retroalimentação positiva. Isto causou que o acréscimo de temperatura fosse maior nos pólos, atingindo temperaturas médias anuais entre 10 ºC e 20 ºC. O aquecimento da água da superfície do Oceano Árctico foi tal, que chegou a albergar formas de vida próprias dos trópicos, como o dinoflagelados, atingindo temperaturas maiores que 22 ºC.
Não somente aumentou a temperatura, como também a umidade, devido ao acréscimo da taxa de evaporação, mais marcada nos trópicos. Um isótopo do hidrogênio, o deutério, revelou que esta umidade foi transportada na sua maioria para os pólos, explicando assim as intensas chuvas que ocorreram no Oceano Ártico.

### Oceanos
Com o escasso gelo, o nível do mar ascendeu significativamente devido ao acréscimo da temperatura. Prova disso é o deslocamento dos palinomorfos (partículas do tamanho de um grão de pólen) do Oceano Ártico, que refletem uma diminuição da matéria orgânica terrestre em comparação com a matéria orgânica marinha.
No princípios do MTPE, o padrão da circulação oceânica mudou radicalmente num período inferior a 5 mil anos. A direção da circulação sofreu uma reversão, causando, por exemplo, que no Oceano Atlântico a corrente do fundo fluísse de norte para sul, quando sempre tinha ocorrido ao contrário. Estes efeitos perduraram, ao menos, durante 40 mil anos. Este câmbio no fluxo de água quente às profundezas oceânicas agravou o aquecimento. A composição química dos oceanos também se viu alterada enormemente.
Em várias partes da maioria dos oceanos, especialmente no norte do Oceano Atlântico, a bioturbação (a reexposição de material, geralmente tóxico, que se encontra armazenado sob os sedimentos) era quase inexistente. Isto poderia dever-se ao câmbio da circulação oceânica, que causou que o fundo oceânico aumentasse a sua temperatura, e com isso que apenas albergasse oxigênio (anóxia). Contudo, em alguns lugares dos oceanos a bioturbação não cessou.
Outro efeito do MTPE sobre o meio oceânico foi a elevação do limite da lisoclina. A lisoclina indica a profundidade na que o carbonato se dissolve espotaneamente nos oceanos. Atualmente, o limite encontra-se a 4 km por baixo da superfície oceânica, cifra muito similar à média de profundeza dos oceanos. Esta profundidade depende, entre outros fatores, da temperatura e da quantidade de CO2 dissolvido. Ambos os factores elevaram a lisoclina cada vez mais para a superfície oceânica, o que provocaria a dissolução dos carbonatos das águas profundas. Esta acidificação das águas profundas pode-se observar nos estratos do chão oceânico (se a bioturbação não foi especialmente ativa, já que nesse caso destruiria as provas), pois mostra uma mudança bem marcada, de carbonatos com uma cor cinzenta, a carbonatos avermelhados e argilosos, depois virando de novo para os cinzentos. Estas evidências são mais claras no norte do Oceano Atlântico do que em qualquer outro lugar. Disto se deduz que a acidificação foi muito mais acentuada nesse local. Em algumas zonas do sudeste do Atlântico, a lisoclina chegou a elevar-se 2 km apenas em  milhares de anos.

### Flora e fauna

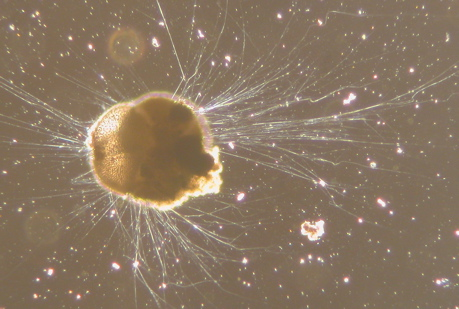
Vista ao microscópio do Ammonia tepida, um foraminífero bentônico, afetado pelo máximo térmico do Paleoceno-Eoceno.

O MTPE produziu a extinção de 35-50% dos foraminíferos bentônicos num lapso de tempo de mil anos, pior que na extinção massiva do Cretácico-Terciário, acontecida há cerca de 10 milhões de anos. Em contraposição, os foraminíferos planctônicos diversificaram-se, e os dinoflagelados prosperaram, como também o fizeram os mamíferos, que gozavam de um bom momento neste período.
É difícil dar uma explicação para as extinções dos organismos do fundo marinho, pois muitas delas foram somente regionais, afetando nomeadamente a norte do Oceano Atlântico. Isto significa que, ao contrário da temperatura, não é possível formular hipóteses gerais sobre a redução do oxigênio, ou da qualidade corrosiva do carbono devido aos carbonatos insaturados das profundezas oceânicas. O único fator global é o aumento da temperatura. As extinções regionais do norte do Atlântico são atribuídas, em geral, ao alto nível de anóxia nas profundezas das suas águas.
Nas águas superficiais, o acréscimo dos níveis de CO2 produziu uma descida no pH oceânico, acidificando-o, o que se tornou extremamente nocivo para os corais. Demonstrou-se mediante experimentos que também se tornou muito prejudicial para o plâncton calcário. Contudo, os ácidos usados no laboratório para simular o aumento natural da acidez que resultariam do aumento das concentrações de CO2 poderiam dar resultados enganosos. Prova disso são os cocolitóforos (pelo menos Emiliania huxleyi), que se acrescentaram nas águas acidificadas. Curiosamente, ao nanoplâncton calcário não é atribuído nenhuma alteração na sua distribuição devida à acidificação, como ocorreu com os cocolitóforos. A acidificação, por outro lado, deu lugar a um importante aumento de algas calcificadas, bem como, embora com menor intensidade, de foraminíferos calcários.
Quanto ao aumento dos mamíferos, não há provas de nenhum aumento na taxa de extinção entre os organismos terrestres. Muitas das principais ordens de mamíferos, incluindo os artiodátilos, os cavalos e os primatas, apareceram do nada, e propagaram-se por todo o planeta entre 13 mil e 22 mil anos depois do começo do MTPE. Esta diversificação e dispersão dos primatas foi um aspeto chave para a evolução humana.

## Causas e teorias
Existem múltiplas causas que puderam provocar ou intensificar o MTPE, mas é difícil pesquisar claramente quais delas tiveram maior repercussão. As temperaturas globais aumentaram a um ritmo constante no planeta todo, provocando uma série de acontecimentos agravados pela retroalimentação positiva. Para poder determinar estes fatores, recorreu-se ao balanço de massa do isótopo do carbono, pois o carbono pode variar o seu ciclo em períodos de tempo relativamente curtos. O carbono-13 sofrera uma perturbação de −2-3‰, e analisando as reservas de carbono, pode-se considerar que massa da reserva seria necessária para produzir o efeito. A única hipótese de partida é que a massa de carbono durante o Paleogeno, tanto na atmosfera quanto nos oceanos,  fosse a mesma que a atual, algo difícil de confirmar.

### Atividade vulcânica
Para ocorrer tal perturbação na concentração do carbono-13, os vulcões deveriam expulsar cerca de 1500 gigatoneladas (Gt) de carbono nos dois períodos de mil anos. Para uma visão mais compreensível desta cifra: tratar-se-ia de cerca de 200 vezes a taxa de expulsão do restante do Paleogeno. Tal soma é improvável, pois não se encontraram indícios de uma atividade vulcânica de tal magnitude em toda a história da Terra. Contudo, há cerca de um milhão de anos, uma importante atividade vulcânica começou a assolar o Leste da Groenlândia, embora por si só não pudesse explicar a rapidez com que ocorreu o MTPE. Mesmo se as 1500 Gt tivessem sido expulsas repentinamente de uma só vez, seria preciso outros fatores que produzissem múltiplos sistemas de retroalimentação positiva para que tivesse acontecido a alteração observada no isótopo do carbono.
Por outro lado, sugeriu-se que os aumentos repentinos da atividade vulcânica estiveram associados à atividade do rifte continental oceânico, que expulsou magma quente sobre os sedimentos ricos em carbono, desencadeando a expulsão do metano. Outras fases muito mais tardias da atividade vulcânica teriam causado a expulsão de mais gás metano, provocando outros períodos de aquecimento global durante o Eoceno, como o ETM2.

### Impacto de cometa

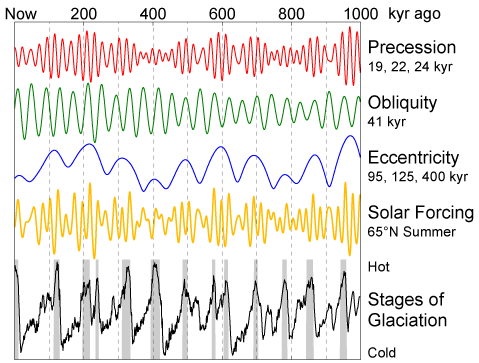
As variações orbitais de Milankovitch mostram a relação entre a excentricidade orbital (azul) e as temperaturas (cinzento). Uma das teorias propõe esta relação como a causadora da mudança do clima.

Outra teoria afirma que um cometa rico em 12C chocou na superfície terrestre e iniciou o aquecimento global. Mesmo supondo que o tamanho do cometa encontrava-se no limite para produzir uma catástrofe que não deixaria pegada sobre o planeta (segundo a teoria cerca de 10 km), e que depois do acontecimento acontecessem processos de retroalimentação, ainda seriam necessários 100 Gt de carbono extra que teriam que provir de atividades terrestres. Contudo, nesta teoria ficam algumas questões por resolver. Segundo a teoria, o cometa teria causado a formação de uma camada argilosa de 9 m de espessura tremendamente magnetizada, mas outros crêem que esta camada foi formada a um ritmo lento demais para ter sido consequência do impacto, atribuindo a sua criação às bactérias. Por outro lado, a anomalia do irídio (indicador fiável de impactos sobre o planeta) que se observou na Espanha é reduzida demais como para confirmar o impacto do cometa.

### Ciclos orbitais
Devido à existência de outras mudanças do clima de escala global, como o ETM2 (evento Elmo), foi formulada a hipótese de que estas mudanças se repetem de modo regular, e que são conseqüência das variações orbitais na excentricidade da órbita terrestre. A proximidade ao Sol fez com que a radiação solar aumentasse enormemente, e com ela a temperatura, ultrapassando assim certo limiar, dando início à ativação de diversos processos de retroalimentação positiva.

### Queimada de turfa
Chegou-se a postular uma teoria que afirmava que o MTPE foi provocado pela combustão de grandes quantidades de turfa, um material orgânico abundante em carbono. Contudo, para produzir a diminuição de 13C que teve lugar, seria necessário queimar 90% da biomassa terrestre. Dado que durante o MTPE as plantas cresceram de maneira elevada, esta teoria fica refutada.

### Libertação de gás metano

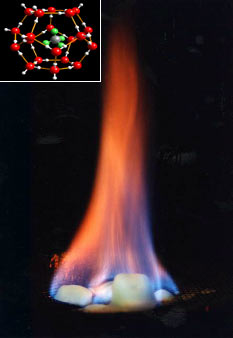
Clatratos de metano em plena combustão. Nela produz-se água e dióxido de carbono em abundantes quantidades, sendo com toda probabilidade uma das causas principais do MTPE.

Nenhuma das causas anteriores permitiria explicar, por si só, nem a flutuação do isótopo carbono-13 nem o aquecimento acontecido durante o MTPE. O mecanismo de retroalimentação positiva que mais amplificou a perturbação inicial foram os clatratos, mediante a hipótese da arma de clatratos. O metano, que se vai acumulando continuamente nos sedimentos dos fundos oceânicos devido à decomposição orgânica, é estável na água a certa pressão e temperatura, formando cúmulos em estado sólido. À medida que a temperatura aumenta, a pressão que exerce decai, a configuração deixa de ser estável, e os clatratos dissociam-se, causando a libertação do gás metano para a atmosfera. Dado que os clatratos possuem um -60‰ na concentração de 13C, pequenas quantidades destes materiais poderiam produzir grandes flutuações de 13C. Para além disso, o metano é um potente gás do efeito estufa, cerca de oito vezes mais potente do que o dióxido de carbono, o qual, ao ser expulso para a atmosfera, causou um grande aquecimento global, o que fez com que os oceanos aquecessem e ocasionassem mais emissões de metano, desestabilizando o sistema. Cálculos indicaram que o oceano teria demorado cerca de 2300 anos a atingir a temperatura que permitiria dissociar os clatratos do seu fundo, embora este cálculo seja baseado numa série de suposições.
Para esta hipótese ser válida, os oceanos deveriam mostrar sinais de aquecimento antes da variação do isótopo do carbono, pois o metano demora tempo até ser incorporado ao oceano. Até relativamente pouco tempo, as provas mostravam que ambos os picos eram simultâneos, subtraindo apoio à teoria. Contudo, estudos recentes conseguiram detectar um breve lapso de tempo entre o aquecimento inicial e a variação do 13C. Alguns paleo-termômetros, como o TEX86, também coincidem em que o aquecimento acontedeu por volta de 3000 anos antes da variação do isótopo do carbono. Contudo, a água oceânica mais profunda não parece evidenciar este intervalo de tempo.
As análises destes registros revelam outro fato interessante: os foraminíferos planctônicos gravaram pequenas mudanças nos valores dos isótopos antes que os foraminíferos bentônicos, que habitam nos sedimentos dos oceanos. As carapaças destes organismos recolhem estas variações ao oxidarem-se, pelo que uma libertação gradual de gás metano no fundo oceânico teria que oxidar primeiro a carapaça dos foraminíferos bentônicos. O fato de os foraminíferos planctônicos serem os primeiros a mostrar estes sinais de oxidação é devido a que o metano foi liberado tão de repente que a sua oxidação esgotou todo o oxigênio do fundo oceânico, permitindo, depois deste fato, que o metano atingisse a atmosfera sem se oxidar, onde reagiria com o oxigênio atmosférico. Desta análise deduz-se que o processo de libertação do metano durou cerca de 10 mil anos.

## Período de recuperação
O registro de δ13C amostra um tempo de recuperação dentre 30 000 e 150 000 anos, uma cifra relativamente baixa se a comparamos com a permanência do carbono na atmosfera atual (entre 100 000 e 200 000 anos). Qualquer explicação satisfatória deste rápido tempo de recuperação deve incluir um efetivo sistema de retroalimentação.
O jeito mais provável de recuperação vem dado por um acréscimo na produtividade biológica, transportando depressa o carbono para o fundo oceânico. Isto contaria com a ajuda das altas temperaturas globais e com os altos níveis de CO2, bem como um acréscimo dos subministros de nutrientes (as altas temperaturas e as elevadas precipitações causariam uma grande erosão continental, e a atividade vulcânica pôde proporcionar mais nutrientes). Uma prova do aumento da produtividade biológica poderia ser o bário. Contudo, o aumento deste elemento poderia também dever-se à libertação do bário dissolvido junto com o metano do fundo oceânico. Contudo, a diversificação evidência que a produtividade aumentou sobretudo nas zonas costeiras, onde teriam permanecido quentes e fertilizadas, e teriam contra-arrestado a redução da produtividade nos fundos oceânicos.